# Ferrari GT: Evolution
Ferrari GT: Evolution — гоночная игра, разработанная румынской студией Gameloft Bucharest и выпущенная самостоятельно на мобильные устройства в 2008 году. В 2010 году игра была портирована на Nintendo DSi.
В игре присутствует 33 различных автомобиля бренда Ferrari, а гонки проходят на трассах реальных городов, в том числе на трассе Фьорано.
Игра получила в целом положительные отзывы критиков.

## Игровой процесс
Ferrari GT: Evolution является игрой в жанре аркадных гонок. В зависимости от выбранных настроек, поворачивать автомобиль можно наклоном устройства, касанием краёв экрана или поворачиванием виртуального руля. В игре нет турбо-буста, однако на трассах есть скрытые укороченные проезды.
В игре присутствует 3 режима гонок — «карьера», «быстрая гонка» и многопользовательский режим. В режиме карьеры игрок получает задания через внутриигровую электронную почту. Участвуя в гонках согласно заданиям, игрок будет зарабатывать кредиты и повышать свой уровень. Уровень необходим для участия в более сложных гонках, а потому для продвижения по сюжету игроку требуется переигрывать некоторые трассы. Чтобы использовать автомобиль в режиме быстрой гонки или в мультиплеере, необходимо сначала открыть его в режиме карьеры.
В игре представлено 33 различных автомобиля бренда Ferrari, однако возможности автотюнинга не предусмотрено, только выбор цвета автомобиля. Гоночные трассы в игре расположены в разных городах мира, таких как Рим, Афины, Нью-Йорк, Париж, Мадрид, Берлин и Лос-Анжелес — включая трассу Фьорано.

## Разработка и выпуск
8 декабря 2008 года вышла версия для iPhone. Эта версия использовала модифицированный движок Asphalt 4: Elite Racing с улучшенной графикой. Разработчики позиционировали игру как «более доступную Gran Turismo», отмечая, что она рассчитана не только на хардкорных геймеров. В 2010 году вышла версия для Nintendo DSi — 26 апреля в американском регионе, 21 мая в европейском и 9 июня в японском.

## Рецензии
| Сводный рейтинг    | Сводный рейтинг |
| Агрегатор          | Оценка          |
| ------------------ | --------------- |
| Metacritic         | 70/100          |
| Иноязычные издания |                 |
| Издание            | Оценка          |
| IGN                | 7,3/10          |
| Nintendo Life      | 7/10            |
| Pocket Gamer       | 3,5/5           |

Джордж Руш из IGN высоко оценил версию для iPhone, отметив, что у неё есть потенциал стать одной из лучших гоночных игр на платформе, но отметил большое количество программных ошибок и недоработок, нуждающихся в исправлении. Кейт Эндрю из Pocket Gamer порекомендовал J2ME-версию игры всем, кто ищет коротких, но сложных гонок. Зак Каплан из Nintendo Life положительно оценил версию для Nintendo DSi, однако отметил, что временами игра кажется однообразной.